# شهرستان تجن
شهرستان تجن (به ترکمنی: Tejen etraby، تجن اطرابیٛ) یک شهرستان در ترکمنستان است که در استان آخال واقع شده‌است.

## خصوصیات
شهرستان تجن ۱۲٬۰۰۰ کیلومترمربع مساحت و ۱۱۰٬۰۰۰ نفر جمعیت دارد.

## تقسیمات اداری
شهرستان تجن شامل دو شهر، دو شهرک، و سیزده شورای روستایی می‌باشد.
- شهرها (şäherler / شأهرلر)
  - تجن (Tejen / تجن)
  - آلتین‌عصر (Altyn Asyr / آلتیٛن‌عاصیٛر)

- شهرک‌ها (şäherçeler / شأهرچه‌لر)
  - بختیارلیق (Bagtyýarlyk / باغتیٛیارلیٛق)

- شوراهای روستایی (oba geňeşlikleri / اوْبا گنگشلیکلری)
  - آغالانگ (Agalaň / آغالانگ)
    - عزیزخان (Ezizhan / عزیزحان)

  - بردی کربابایف (Berdi Kerbabaýew adyndaky / بردی کربابایف آدیٛنداقیٛ)
    - بردی کربابایف (Berdi Kerbabaýew adyndaky / بردی کربابایف آدیٛنداقیٛ)

  - بیرلشلیک (Birleşik / بیرلشلیک)
    - بیرلشلیک (Birleşik / بیرلشلیک)

  - بی‌طرفلیق (Bitaraplyk / بی‌طارتپلیٛق) ‌
    - بی‌طرفلیق (Bitaraplyk / بی‌طارتپلیٛق) ‌
    - قوقی‌زرنگ پخته بازه‌سی (Gowkyzereň pagta bazasy / قوْوقیٛ‌زرنگ پاغتا بازاسیٛ)

  - تازه‌اوبه (Täzeoba / تأزه‌اوْبا) 
    - ترکمنستان (Türkmenistan / توٚرکمنیستان)

  - دولت‌لی (Döwletli / دؤولت‌لی)
    - دولت‌لی (Döwletli / دؤولت‌لی)

  - زمان (Zaman / زامان)
    - زمان (Zaman / زامان)
    - سردار (Serdar / سردار)
    - سلنگ‌لی (Seleňli / سلنگ‌لی)

  - عدالت (Adalat / عادالات)
    - آجی‌کول (Ajyköl / آجیٛ‌کؤل)
    - آق‌ملا (Akmolla /آق‌موْلّا)
    - بوری‌دشیک (Böwrideşik / بؤوری‌دشیک)
    - عدالت (Adalat / عادالات)
    - میرزاچیرله (Mürzeçyrla / موٚرزه‌چیٛرلا)

  - قاراش‌سیزلیق (Garaşsyzlyk / قاراش‌سیٛزلیٛق) 
    - تاقیر (Takyr / تاقیٛر)
    - توقفگاه ۷۴-ام (74-njy duralga / ۷۴-نجی دوُرالغا)
    - ‌ قاراش‌سیزلیق (Garaşsyzlyk / قاراش‌سیٛزلیٛق)

  - قارری‌چیرله (Garryçyrla / قارریٛ‌چیٛرلا)
    - قارری‌چیرله (Garryçyrla / قارریٛ‌چیٛرلا)

  - قربان دوردی (Gurban Durdy adyndaky / قوُربان دوُردیٛ آدیٛنداقیٛ)
    - قربان دوردی (Gurban Durdy adyndaky / قوُربان دوُردیٛ آدیٛنداقیٛ)

  - گونی‌اماشه (Göniamaşa / گؤنی‌آماشا)
    - گونی‌اماشه (Göniamaşa / گؤنی‌آماشا)

  - واخارمان (Waharman / واخارمان)
    - آق‌آلتین (Ak altyn / آق‌آلتیٛن)
    - بوغدای‌لی (Bugdaýly / بوُغدای‌لیٛ)
    - لقمان (Lukman / لوُقمان)
    - ‌ مالدارچی‌لیق (Maldarçylyk / مالدارچیٛ‌لیٛق)
    - واخارمان (Waharman / واخارمان)